# Zdeněk Blažek (skladatel)

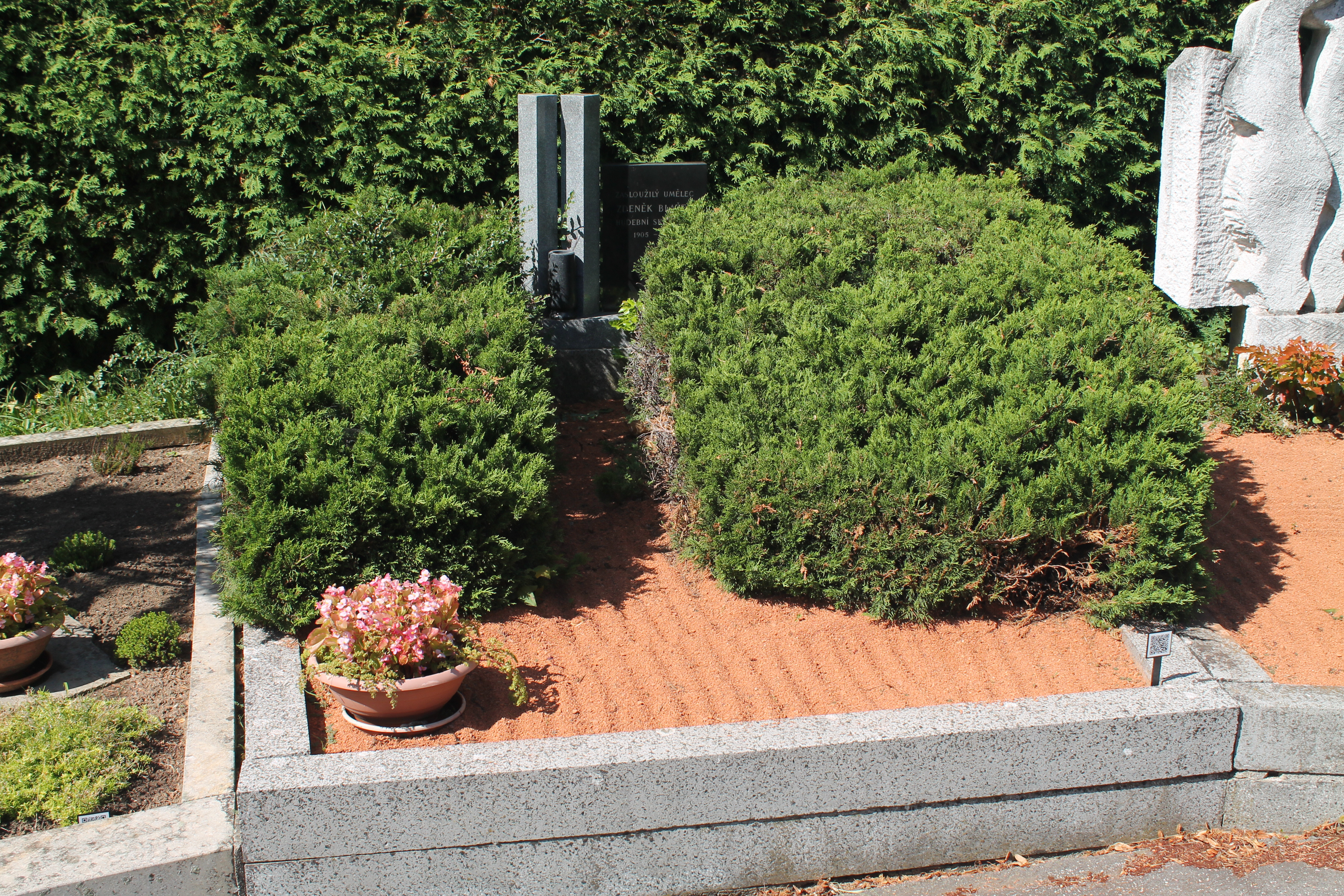
Hrob Zdeňka Blažka na Ústředním hřbitově v Brně

Zdeněk Blažek (24. května 1905 Žarošice – 19. června 1988 Nové Město na Moravě) byl český skladatel, pedagog a hudební teoretik.

## Život
Skladbu studoval na brněnské konzervatoři u Viléma Petrželky a na mistrovské škole Pražské konzervatoře u Josefa Suka. V hudební vědě byl žákem Vladimíra Helferta. Po studiích byl činný v brněnském rozhlase. V letech 1947–1963 zastával funkci ředitele brněnské konzervatoře. Roku 1961 se habilitoval na filozofické fakultě tehdejší Univerzitě Jana Evangelisty Purkyně v Brně v oboru hudební teorie a v r. 1968 byl jmenován profesorem. Jako teoretik se jako první v Československu zabýval systematikou dvojsměrné alterace. Za svoji práci dostal několik ocenění, mj.: zasloužilý učitel (27. 3. 1957), zasloužilý umělec (25. 2. 1965), čestný občan obce Žarošice (2. května 1965).

## Dílo (výběr)

### Instrumentální skladby
- Klavírní variace na vlastní téma, op. 2, 1928.
- Klavírní trio, op. 4, 1929.
- Tři skladby pro housle a klavír, op. 13, 1936.
- Malá svita pro klavír, op 21, 1942.
- Smyčcový kvartet č. 1, op. 23, 1943.
- Tři vzpomínky pro violoncello a klavír, op. 25, 1944–45.
- Divertimento pro flétnu, hoboj, klarinet a fagot, op. 28, 1946.
- Smyčcový kvartet č. 2, op. 29, 1946–47.
- Malá svita pro hoboj a klavír, op. 41, 1952.
- Čtyři romantické skladby pro lesní roh a klavír, op. 42, 1952.
- Čtyři skladby pro housle a klavír, op. 48, 1953–54.
- Smyčcový kvartet č. 3, op. 53, 1956.
- Všední dny. Šest prostých klavírních skladeb, op. 59, 1958.
- Sonatina balladica pro violoncello a klavír, op. 72, 1962.
- Smyčcový kvartet č. 4, op. 83, 1967.
- Smyčcový kvartet č. 5, op. 93, 1969.
- Hudba pro čtyři lesní rohy, op. 99, 1970.
- Tiché rozhovory. Čtyři prosté skladby pro housle a klavír, op. 103, 1971.
- Dechový kvintet, op. 110, 1971.
- Tři skici pro housle a klavír, op. 111, 1972.
- Miniatury pro klavír, op. 122, 1972.
- Idylky pro hoboj a klavír, op. 125, 1974.
- Hudba noci, 3 skladby pro violu a klavír, op. 129, 1975.
- Trio pro hoboj, klarinet a fagot, op. 134, 1977.
- Kasace pro tři trubky, tři lesní rohy a tři pozouny, op. 141, 1978.
- Vzpomínky pro violoncello a klavír, op. 142, 1979.
- Tři skladby pro varhany (Prolog – Air – Epilog), op. 150, 1980.
- Smyčcový kvartet č. 7, op. 152, 1981.
- Sonáta pro housle a klavír, op. 158, 1982.
- Tři skladby pro varhany (Preludium – Air – Fughetta), 1984.
- Smyčcový kvartet č. 8, op. 172, 1988.
- Smyčcový kvartet č. 9, op. 175, 1988.
- Vzpomínka pro violoncello a klavír, 1988.

### Orchestrální skladby
- Svita pro smyčcový orchestr, op. 9, 1933.
- Smuteční hudba pro smyčce, dvě harfy a gong, op. 89, 1968.
- Divertimento pro smyčcový orchestr, op. 108, 1971.
- Serenáda pro smyčcový orchestr a harfu, op. 123, 1973.
- Lyrická svita pro smyčcový orchestr, op. 149, 1980.
- Koncert pro lesní roh a smyčcový orchestr, op. 157, 1981.
- Malá svita pro komorní orchestr, op. 161, 1983.
- Svita pro komorní orchestr, op. 166, 1984.
- Samotínská idyla pro smyčce, op. 178, 1988.
- Concertino pro flétnu a smyčcový orchestr, op. 179, 1988.

### Skladby vokálně symfonické
- Óda na chudobu. Kantáta pro smíšený sbor a orchestr na slova Pabla Nerudy, op. 57, 1957–58.
- Domov. Kantáta pro soprán, baryton, smíšený sbor a orchestr na text Františka Nechvátala, op. 71, 1962.
- Holubice. Malá kantáta pro sóla, dětský sbor, smyčcový orchestr a gong na slova moravské lidové poezie, op. 100, 1970.
- Díkůvzdání. Sólová kantáta pro baryton a smyčcový orchestr na text Johannese Roberta Bechera, op. 113, 1972.
- Requiem pro sóla, smíšený sbor, varhany smyčcový orchestr a bicí nástroje, op. 130, 1978.

### Písňové cykly s klavírem
- Památce Jiřího Wolkera, op. 1, 1927.
- K svátku mé milé, op. 3, 1928.
- Struny ve větru, op. 5, 1930.
- Poslední jara, op. 14, 1937.
- Dvě meditace na texty Otokara Březiny, op. 27, 1945.
- Prosté sloky, op 36, 1949.
- Tři zpěvy podzimu pro nižší hlas a klavír, op. 46, 1953.
- Deset slovenských písní a balad na texty lidové slovenské poezie pro baryton a klavír, op. 51, 1955.
- Můj rok, op. 84, 1967.
- Poslední písně, op. 131, 1976.
- O věčném tichu, op. 137, 1978.
- Čtyři písně na texty L. Peduzziho pro baryton a klavír, op. 156, 1981.
- Čtyři žalmy op. 165a pro střední hlas a klavír nebo varhany, 1983.
- Zpěvy z Knihy žalmů pro baryton a klavír, op. 180, 1988.

### Písně s klavírem
- Zdrávas Maria pro soprán a klavír (varhany), 1921.

### Dětské sbory
- Sedm písniček pro dětský sbor a cappella, op. 61, 1959.
- Dětské sbory, op. 69, 1961.
- Čtyři dětské sbory na texty Františka Branislava a Jana Čarka, op.106, 1971.
- Dětské sbory a cappella na texty Františka Halase, op. 119, 1973.

### Ženské sbory
- Zpěvy o matince, op. 11, 1935.
- Tři ženské sbory, op. 15, 1937–38.
- Zpěvy jara, op. 19, 1940.
- Čtyři ženské sbory na slova moravské lidové poezie, op. 31, 1948.
- Cestou. Cyklus tří ženských sborů a capella, op. 54, 1957.
- Tři ženské sbory na slova Petra Bezruče s průvodem klavíru, op. 56, 1957.
- Písničky na moravské lidové poezie pro ženský sbor a klavír, op. 68, 1960–61.
- Z Moravy, op. 87, 1968.
- Světla domova, op. 96, 1970.
- Ženské sbory, op. 105, 1971.
- Čtyři ženské sbory a capella, op. 143, 1979.

### Mužské sbory
- Tři mužské sbory, op. 12, 1935–36.
- Mužské sbory, op. 16, 1938–39.
- Úzkosti a naděje, op. 18, 1939–40.
- Mužské sbory na texty slovenské lidové poezie, op. 33, 1948.
- Matce zemi, op. 49, 1953–54.
- Písně o domovině, op. 55, 1957.
- Balady z povstání, op 67, 1960.
- Čtyři mužské sbory na básně Oldřicha Mikuláška, op. 81, 1966.
- Mužské sbory, op. 112, 1972.
- Deset mužských sborů na texty moravské lidové poezie, op. 121, 1973.
- Slovenské zpěvy, op. 140, 1978.
- Čtyři smuteční sbory pro mužské hlasy, op. 147, 1980.
- Ženám, op. 148, 1980.

### Smíšené sbory
- Ubi caritas et amor, op. 116, 1972.
- Písně kosmické, op. 118, 1972 podle stejnojmenné sbírky Jana Nerudy
- Tři smíšené sbory a capella, op. 162, 1983.
- Dulcis et rectus, op. 116, 1972

### Vokálně-instrumentální tvorba
- Česká vánoční mše pro sólový hlas, smíšený sbor a varhany (orchestr), 1985–1986.

### Opera
- Verchovina (1951, premiéra 1956) na libreto Jaroslava Zatloukala inspirovanou skutečnými událostmi z 30. let na Podkarpatské Rusi (Zakarpatské Verchovině)
- R. U. R. (1977, tiskem 1988, premiéra v úpravě Jana Jiráska 2004) na vlastní libreto podle stejnojmenné hry Karla Čapka

### Teoretické a literární práce
- Vánoce v rodných Žarošicích Věstník Historicko-vlastivědného kroužku v Žarošicích č. 12, 2003.
- Brněnská konzervatoř v letech 1946-1961 In: Sborník k 50. výročí založení brněnské konzervatoře. Brno 1969.
- Janáček-učitel In: Opus musicum 1987.
- Dvojsměrná alterace v harmonickém myšlení In: Rovnost, Brno 1949.